# Barronopsis stephaniae
Barronopsis stephaniae is een spinnensoort in de taxonomische indeling van de trechterspinnen (Agelenidae).
Het dier behoort tot het geslacht Barronopsis. De wetenschappelijke naam van de soort werd voor het eerst geldig gepubliceerd in 2009 door Stocks.